# 1919년 5월 29일 일식
1919년 5월 29일 일식은 달이 지구와 태양 사이를 지나면서 태양을 완전히 가리는 개기일식이다. 개기일식은 달의 시직경이 태양의 시직경보다 커서 태양을 다 가릴 수 있을 때 일어난다. 개기일식은 매우 좁은 지역에서만 관측 가능하며, 대부분의 다른 지역에서는 부분일식으로 관측된다.

## 관측
아서 스탠리 에딩턴 경의 탐사대는 프린시페 섬에서 일식을 관측하고 사진을 찍었다. 태양 주위의 별 위치로부터 중력에 의한 빛의 휨 현상이 관찰되어 알베르트 아인슈타인의 일반 상대성 이론을 증명하였다.